# Campionati dei piccoli stati d'Europa di atletica leggera 2022
I IV campionati dei piccoli stati d'Europa di atletica leggera si sono svolti a Marsa, a Malta, l'11 giugno 2022 presso il Matthew Micallef St. John Athletics Stadium. Gli atleti hanno gareggiato in 22 specialità, 11 maschili e 11 femminili.

## Nazioni partecipanti
Hanno preso parte a questi campionati 177 atleti provenienti da 16 nazioni (il Vaticano ha gareggiato fuori classifica):
- Albania
- Andorra
- Armenia
- Cipro
- Città del Vaticano
- Georgia
- Gibilterra
- Islanda

- Liechtenstein
- Lussemburgo
- Macedonia del Nord
- Malta
- Moldavia
- Monaco
- Montenegro
- San Marino

## Risultati

### Uomini
| Specialità                                                                              | Oro                                                                      | Prestazione | Argento                                                             | Prestazione | Bronzo                                                                   | Prestazione |
| Corse piane                                                                             |                                                                          |             |                                                                     |             |                                                                          |             |
| 100 m                                                                                   | Kolbeinn Höður Gunnarsson Islanda                                        | 10"59       | Beppe Grillo Malta                                                  | 10"65       | Dagur Andri Einarsson Islanda                                            | 10"66       |
| 200 m                                                                                   | Kolbeinn Höður Gunnarsson Islanda                                        | 21"40       | Stavros Avgoustinou Cipro                                           | 21"49       | Mindia Endeladze Georgia                                                 | 21"70       |
| 400 m                                                                                   | Franko Burraj Albania                                                    | 46"48       | Téo Andant Monaco                                                   | 46"91       | Jovan Stojoski Macedonia del Nord                                        | 47"47       |
| 800 m                                                                                   | Vivien Henz Lussemburgo                                                  | 1'49"90     | Stavros Spyrou Cipro                                                | 1'50"73     | Yervand Mkrtchyan Armenia                                                | 1'50"79     |
| 5 000 m                                                                                 | Dario Ivanonski Macedonia del Nord                                       | 14'08"99    | Maxim Răileanu Moldavia                                             | 14'24"72    | Dillon Cassar Malta                                                      | 14'45"13    |
| Corse a ostacoli                                                                        |                                                                          |             |                                                                     |             |                                                                          |             |
| 110 m hs                                                                                | Elvis Kryukov Cipro                                                      | 14"36       | Daniel Saliba Malta                                                 | 14"69       | Durian Idrizaj Albania                                                   | 15"72       |
| Salti                                                                                   |                                                                          |             |                                                                     |             |                                                                          |             |
| Salto con l'asta                                                                        | Christos Tamanis Cipro                                                   | 5,10 m      | Miquel Vilchez Vendrell Andorra                                     | 4,70 m      | Luc Thommen Liechtenstein                                                | 4,30 m      |
| Salto in lungo                                                                          | Gor Beglaryan Armenia                                                    | 7,59 m      | Bachana Khorava Georgia                                             | 7,57 m      | Muhamet Cengeli Albania                                                  | 7,56 m      |
| Lanci                                                                                   |                                                                          |             |                                                                     |             |                                                                          |             |
| Lancio del disco                                                                        | Danijel Furtula Montenegro                                               | 61,48 m     | Bob Bertemes Lussemburgo                                            | 57,47 m     | Giorgos Koniarakis Cipro                                                 | 56,93 m     |
| Lancio del martello                                                                     | Serghei Marghiev Moldavia                                                | 74,17 m     | Hilmar Örn Jónsson Islanda                                          | 70,95 m     | Alexandros Poursanidis Cipro                                             | 65,46 m     |
| Staffette                                                                               |                                                                          |             |                                                                     |             |                                                                          |             |
| Staffetta svedese                                                                       | Moldavia Alexandru Zatic Daniel Mititelu Ian-Gheorghe Vieru Ivan Gulaşco | 1'53"84     | Malta Steve Camilleri Beppe Grillo Matthew Galea Soler Ben Micallef | 1'55"14     | Monaco Thomas Caredda Thomas Mironenko Durier Giovanni Molino Téo Andant | 1'55"86     |
| record dei campionati; record nazionale; record personale; record personale stagionale. |                                                                          |             |                                                                     |             |                                                                          |             |

### Donne
| Specialità                                                                              | Oro                                                                     | Prestazione | Argento                                                                   | Prestazione | Bronzo                                                             | Prestazione |
| Corse piane                                                                             |                                                                         |             |                                                                           |             |                                                                    |             |
| 100 m                                                                                   | Alessandra Gasparelli San Marino                                        | 11"67       | Marianna Pisiara Cipro                                                    | 11"73       | Tiana Ósk Whitworth Islanda                                        | 11"75       |
| 200 m                                                                                   | Olivia Fotopoulou Cipro                                                 | 23"04       | Tiana Ósk Whitworth Islanda                                               | 24"25       | Charlotte Wingfield Malta                                          | 24"41       |
| 400 m                                                                                   | Janet Richard Malta                                                     | 55"12       | Gayane Chiloyan Armenia                                                   | 55"64       | Anna Berghii Moldavia                                              | 56"57       |
| 800 m                                                                                   | Ellada Alaverdyan Armenia                                               | 2'13"38     | Natalia Evangelidou Cipro                                                 | 2'13"73     | Fanny Arendt Lussemburgo                                           | 2'13"87     |
| 5 000 m                                                                                 | Lilia Fisikovici Moldavia                                               | 16'42"11    | Íris Anna Skúladóttir Islanda                                             | 17'09"10    | Roberta Schembri Malta                                             | 17'23"66    |
| Corse a ostacoli                                                                        |                                                                         |             |                                                                           |             |                                                                    |             |
| 100 m hs                                                                                | Angeliki Athanasopoulou Cipro                                           | 14"07       | Glódis Edda Turidardóttir Islanda                                         | 14"39       | Iuliana Dovganici Moldavia                                         | 14"43       |
| Salti                                                                                   |                                                                         |             |                                                                           |             |                                                                    |             |
| Salto con l'asta                                                                        | Angelina Žuk-Krasnova Moldavia                                          | 3,80 m      | Andrea Vasou Cipro                                                        | 3,70 m      | Peppyna Dalli Malta                                                | 3,60 m      |
| Salto in lungo                                                                          | Claire Azzopardi Malta                                                  | 6,21 m      | Irma Gunnarsdóttir Islanda                                                | 5,96 m      | Pantelitsa Charalampous Cipro                                      | 5,93 m      |
| Lanci                                                                                   |                                                                         |             |                                                                           |             |                                                                    |             |
| Lancio del disco                                                                        | Androliki Lada Cipro                                                    | 55,26 m     | Kristina Rakočević Montenegro                                             | 49,67 m     | Dimitriana Bezede Moldavia                                         | 49,31 m     |
| Lancio del martello                                                                     | Zalina Petrivskaya Moldavia                                             | 66,06 m     | Elísabet Rúnarsdóttir Islanda                                             | 64,21 m     | Chrystalla Kyriakou Cipro                                          | 58,02 m     |
| Staffette                                                                               |                                                                         |             |                                                                           |             |                                                                    |             |
| Staffetta svedese                                                                       | Malta Claire Azzopardi Carla Scicluna Charlotte Wingfield Janet Richard | 2'10"37     | Moldavia Iuliana Dovganici Diana Podoleanu Anna Berghii Tatiana Contrebuţ | 2'14"05     | Lussemburgo Laurence Jones Sandrine Rossi Anaïs Bauer Fanny Arendt | 2'17"21     |
| record dei campionati; record nazionale; record personale; record personale stagionale. |                                                                         |             |                                                                           |             |                                                                    |             |

## Classifica
| Pos. | Nazione            | Punti |
| ---- | ------------------ | ----- |
| 1    | Cipro              | 118   |
| 2    | Malta              | 110   |
| 3    | Moldavia           | 99    |
| 4    | Islanda            | 85    |
| 5    | Armenia            | 57    |
| 6    | Lussemburgo        | 46    |
| 7    | San Marino         | 33    |
| 8    | Georgia            | 31    |
| 9    | Albania            | 25    |
| 9    | Monaco             | 25    |
| 11   | Andorra            | 24    |
| 11   | Montenegro         | 24    |
| 13   | Macedonia del Nord | 19    |
| 14   | Liechtenstein      | 9     |
| 15   | Gibilterra         | 1     |